# 멜리사 마르스

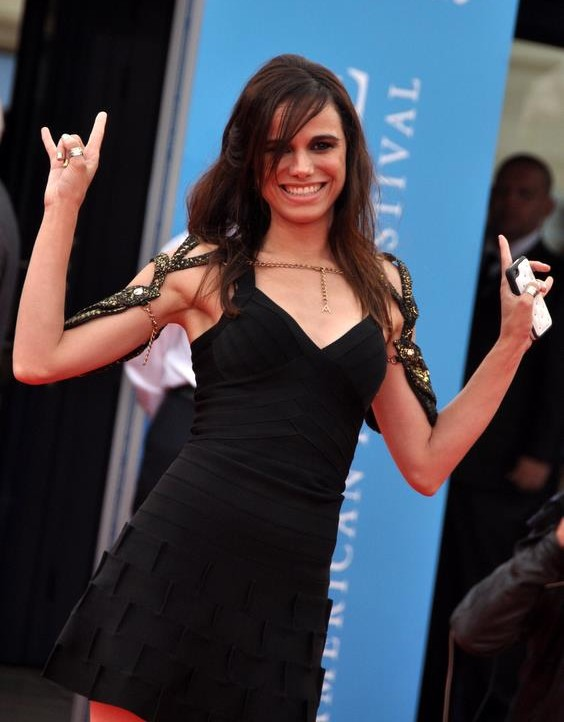

멜리사 마르스(Melissa Mars, 1979년 9월 3일 ~ )는 프랑스의 배우, 가수, 작곡가 겸 작사가이다.
마르세유에서 태어났다.

## 영화
- 2047 버추얼 레볼루션 (2016년) - 핀넬 역
- 커스 오브 메소포타미아 (2015년)
- 6 웨이 투 다이 (2015년)
- 살인게임 (2015년) - 루비 역
- 더 카비닝 (2014년)
- 모차르트 락 오페라 (2011년) - 알로이지아 역
- 프롬 파리 위드 러브 (2010년)